# منطقة القامشلي
منطقة القامشلي منطقة سورية إدارية تتبع محافظة الحسكة الشماليّة الشرقيّة مركزها مدينة القامشلي، بلغ تعداد سكان المنطقة 425,580 نسمة حسب التعداد السكاني لعام 2004.

## نواحي منطقة القامشلي
- ناحية مركز القامشلي
- ناحية تل حميس
- ناحية عامودا
- ناحية القحطانية
- ناحية اليرموك